# Rozdział drugi (album)
Rozdział drugi – tytuł pierwszego studyjnego solowego albumu polskiego kompozytora i wokalisty Jacka Łągwy, 

wydanego 2 czerwca 2009 roku nakładem wydawnictwa Bauer.
Album zawiera łącznie 12 piosenek.
Jacek Łągwa jest autorem muzyki wszystkich dwunastu utworów, oraz autorem tekstów dziesięciu z nich.
Wyjątki stanowią piosenki "Na Kazimierzu Ty" (Utwór pochodzi ze spektaklu "Pan Kazimierz" w reż. Łukasza Czuja), oraz "Zaklinam czas".

Solowa płyta Artysty powstawała przez kilka lat i jest efektem jego muzycznych przemyśleń oraz zapisem pasji kompozytora. 

## Od artysty
Wiele lat upłynęło od momentu, kiedy po raz pierwszy publicznie wyraźiłem chęć nagrania swojej solowej płyty. Przez cały ten czas mnóstwo osób pytało: kiedy wreszcie? Kilkakrotnie zaczynałem i nie kończyłem. Tym razem postanowiłem "nie zapeszać" i nie mówić ani słowa o płycie, dopóki nie będzie ukończona.
No i udało się! Tak powstał "Rozdział drugi" - płyta, która jest dla mnie swego rodzaju pomostem między tym, co było a tym, co dopiero nastąpi. Dotyczy to zarówno muzyki, jak i mojego życia. W obu przypadkach nie wiem, dokąd poprowadzi mnie droga, ale wiem, że czas ruszać.
Kompozycje znajdujące się na tym krążku powstały na przestrzeni ostatnich kilku lat. Większość była pisana z myślą o solowej płycie, ale znajdziecie tu również utwory, które napisałem na potrzeby filmu i teatru. Włączyłem je do tego materiału, ponieważ darzę je osobistym sentymentem i chciałem, aby znalazły się
w Waszych fonotekach.
Zgodnie z powiedzeniem: "Niedaleko pada jabłko od jabłoni", na pewno doszukacie się tu echa tego wszystkiego, co mogliście usłyszeć w moich niektórych, mniej znanych "ichtrojowych" kompozycjach. To ten element "mostu", który kotwiczy w przeszłości. Teraźniejszość powstaje na naszych oczach, a czas pokaże, jaki będzie "Rozdział trzeci"...

## Lista utworów
| #   | Tytuł                     | Muzyka      | Słowa           | Czas |
| --- | ------------------------- | ----------- | --------------- | ---- |
| 1.  | Zrozum mnie               | Jacek Łągwa | Jacek Łągwa     | 3:15 |
| 2.  | Na dobre i na złe         | Jacek Łągwa | Jacek Łągwa     | 3:37 |
| 3.  | Za ten rok                | Jacek Łągwa | Jacek Łągwa     | 3:20 |
| 4.  | Wspolnicy                 | Jacek Łągwa | Jacek Łągwa     | 3:43 |
| 5.  | Znak od Boga              | Jacek Łągwa | Jacek Łągwa     | 3:00 |
| 6.  | Zaklinam czas             | Jacek Łągwa | Michał Zabłocki | 4:48 |
| 7.  | Pamiętam jak dziś         | Jacek Łągwa | Jacek Łągwa     | 3:42 |
| 8.  | Lawstorant                | Jacek Łągwa | Jacek Łągwa     | 3:16 |
| 9.  | Przyjadę tu po Ciebie     | Jacek Łągwa | Jacek Łągwa     | 4:44 |
| 10. | Na Kazimierzu Ty          | Jacek Łągwa | Michał Zabłocki | 3:20 |
| 11. | Nigdy nie jest zbyt późno | Jacek Łągwa | Jacek Łągwa     | 4:09 |
| 12. | Nadchodzi nasz czas       | Jacek Łągwa | Jacek Łągwa     | 3:56 |